# Нина Стамова
Нина Нунева Стамова е българска театрална и киноактриса.

## Биография
Родена е на 1 октомври 1935 г. в Чирпан. През 1960 г. завършва актьорско майсторство за драматичен театър във ВИТИЗ в класа на проф. Боян Дановски. През същата година дебютира с ролята на Мила във „В полите на Витоша“ от Пейо Яворов в Драматичен театър – Димитровград. Играе в Драматичните театри в Димитровград, Варна и Пловдив, Театър на поезията и естрадата. Гастролира в Театър 199, НДК, театър „Миниатюра“ и театър „Движение“.
През 1999 г. Стамова е наградена с Аскеер за главна женска роля за изпълнението ѝ в „Пясъчен пъзел“.
От 70-те години до смъртта му през 2016 г., Стамова е омъжена за актьора, режисьор и театрален педагог Илия Добрев. Заедно имат две деца – Яна Добрева и Ясен Добрев.
Нина Стамова умира на 82 години на 4 август 2019 г. в София.

## Театрални роли
Нина Стамова играе множество роли, по-значимите са:
- Анжелика – „Мнимият болен“ от Молиер
- Маша – „Чайка“ от Антон Чехов
- Мирчуткина – „Две усмивки“ от Антон Чехов
- София – „Зикови“ от Максим Горки[1]

ТВ театър
- „Произшествие“ (1985) (Панчо Панчев)
- „Един непредвиден приятел“ (1984) (Робер Тома)
- „Юни, началото на лятото“ (1980) (Юлиус Ядлис)

## Филмография
- „Отвъд чертата“ (тв, 2003)
- „Меги“ (1989) – Дончева
- „Магия’82“ (1988) - Вера Настева
- „Дом за нашите деца“ (5-сер. тв, 1986)
- „Покрив“ (1978) – Димитрина
- „Талисман“ (1978)
- „Пътешествие със сал“ (1973)
- „Няма нищо по-хубаво от лошото време“ (1971)
- „Признание“ (1969) – Калина